# Nhuyễn Vị Giáp
Nhuyễn Vị Giáp là một bảo vật trong tiểu thuyết xuất hiện trong bộ truyện Xạ Điêu Tam Bộ Khúc của Kim Dung.
Nhuyễn Vị Giáp được miêu tả là một chiếc áo có màu đen nhánh, rất bền chắc, đao thương bất nhập, khi tiếp nhận chưởng lực đều xù gai phản vệ. Đây là bảo vật trấn đảo của Đào Hoa đảo.
Trong Anh hùng xạ điêu, chiếc áo này được mặc trên người Hoàng Dung, đã rất nhiều lần cứu nàng khỏi nguy hiểm. Dương Khang chết khi ám hại Hoàng Dung vì đánh trúng phải máu độc dính trên giáp trước đó .
Sang đến Thần điêu hiệp lữ, Nhuyễn Vị Giáp được chuyển giao cho Quách Phù, con gái lớn của Hoàng Dung. Chồng của Quách Phù, Gia Luật Tề khi lên võ đài tranh ngôi vị bang chủ Cái Bang cũng mặc áo giáp này.
Sau khi thành Tương Dương thất thủ, không ai rõ tung tích của Nhuyễn Vị Giáp.